# Hot

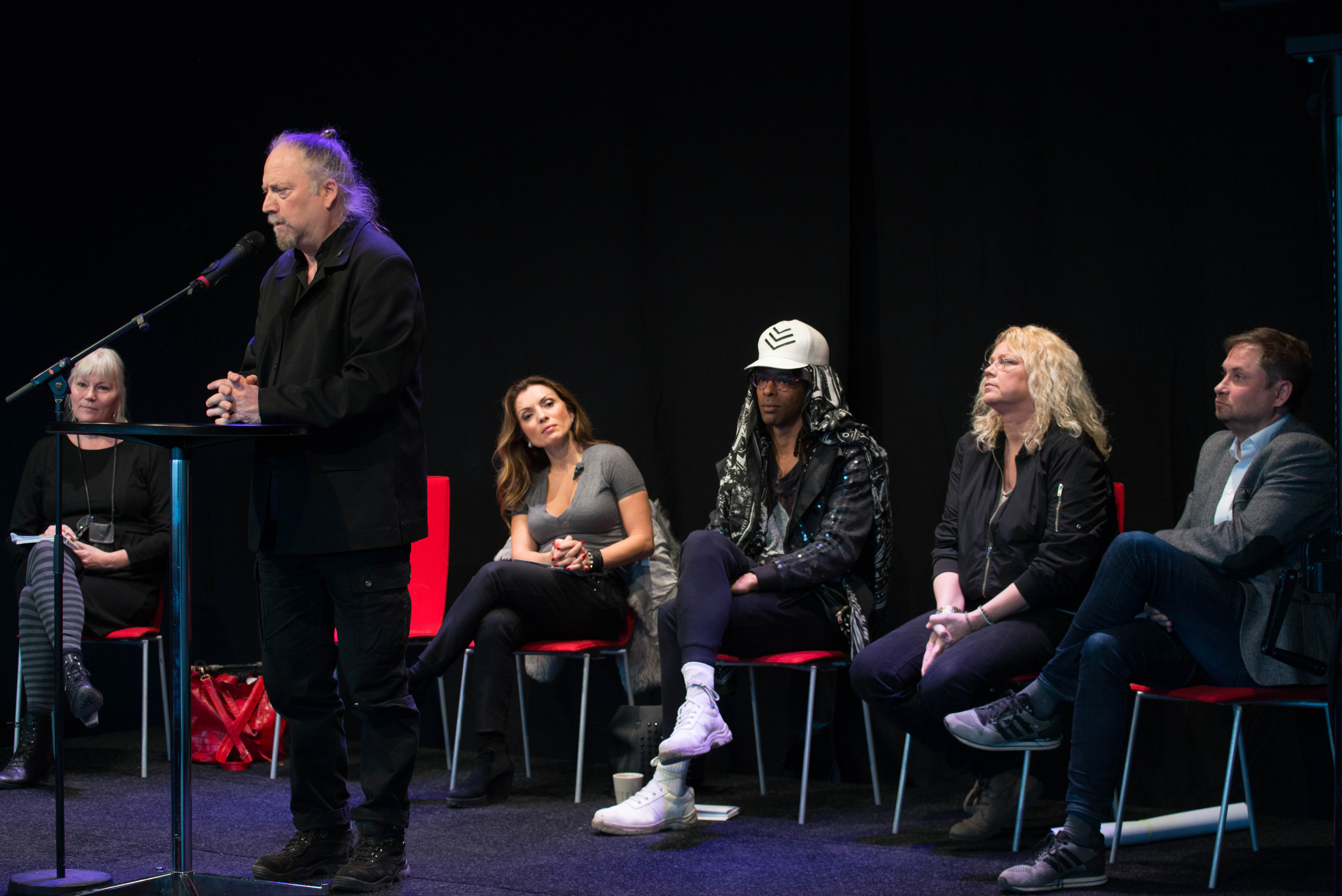
Manifestation till stöd för hotade konstnärer och författare på Kulturhuset i Stockholm den 14 februari 2015.

Hot är förklaring om avsikten att använda obehagliga drastiska åtgärder eller våld. Hot kan användas som påtryckning. Det kan röra olaga hot, som är brottsligt. Ibland används ordet mer i betydelsen "utmaning" eller "provokation".

## Arbetsliv
Branscher där värdefullt material eller pengar hanteras, liksom sjukvård, kriminalvård och polis, är i bl.a. Sverige särskilt utsatta för hot. Hot och våld förekommer även på andra typer av arbetsplatser som skolor, socialkontor och inom kollektivtrafiken. För att förhindra och förebygga våld och hot förekommer ett systematiskt arbetsmiljöarbete för att identifiera risker och utveckla rutiner. Arbetsmiljöverkets föreskrifter lägger ett stort ansvar på arbetsgivaren vad gäller förebyggande åtgärder, omhändertagande av drabbade, säkerhetsrutiner, handlingsplaner och utbildning. För att det förebyggande arbetet ska få betydelse måste arbetsgivare och medarbetare samverka och säkerhetsfrågorna måste vara en del av det systematiska arbetsmiljöarbetet.